# Mission suicide (film)
Pour les articles homonymes, voir Mission suicide (homonymie).
Pour plus de détails, voir Fiche technique et Distribution.
Mission suicide (Trappola diabolica) est un film italien réalisé par Bruno Mattei, sorti en 1988. 
Il s'agit de la suite de Strike Commando : Section d'assaut, et de ce fait il est parfois connu sous le titre Strike Commando 2.

## Fiche technique
- Titre original : Trappola diabolica ou Strike Commando 2
- Titre français : Mission suicide[1]
- Réalisation : Bruno Mattei
- Scénario : Rossella Drudi et Claudio Fragasso
- Photographie : Richard Grassetti
- Montage : Bruno Mattei
- Musique : Stefano Mainetti
- Pays d'origine :  Italie
- Format : Couleurs - Mono
- Genre : Film d'action
- Durée : 95 minutes
- Date de sortie : 1988

## Distribution
- Brent Huff : Michael Ransom
- Mary Stävin : Rosanna Boom
- Richard Harris : Vic Jenkins
- Ottaviano Dell'Acqua : Jimmy